# Písničky o zvířatech
Písničky o zvířatech (2010) je kompilací písní autorské dvojice Jaroslava Uhlíře se Zdeňkem Svěrákem, v nichž se věnují zvířatům. Na albu vystupuje jako speciální host v písni „Čáp“ také Marta Kubišová.

## Seznam písniček

### První disk
1. „Krávy, krávy“
2. „Opičí kapela“
3. „Když se zamiluje kůň“
4. „Včely“
5. „Straka“
6. „Myš Lenka“
7. „Vodoměrka“
8. „Moje milá plaví koně“
9. „Labutě“
10. „Psí spřežení“
11. „Moje teta Sylva“
12. „Cvrčkovi ukradli housličky“
13. „Když je pěkné počasí“
14. „Prázdniny u babičky“
15. „Dravci“
16. „Káča našla ptáče“
17. „Mravenčí ukolébavka“

### Druhý disk
1. „Psí divadlo“
2. „Mravenec jde trávou“
3. „Čáp“
4. „Tajná místa“
5. „Zajíc na bobku“
6. „Poníci“
7. „Kuře v autě“
8. „Hadi“
9. „Koníčku můj“
10. „Mláďata“
11. „Datel“
12. „Ovádi“
13. „Ninini“
14. „Umím prase zepředu“
15. „Radujte se, zvířata“
16. „Když na les padá sníh“
17. „Svátek zvířat“